# Cerradomys marinhus
Cerradomys marinhus е вид гризач от семейство Хомякови (Cricetidae).

## Разпространение
Видът е разпространен в Бразилия.